# Gibbage
Gibbage es un juego de lucha desarrollado por Zombie Cow Studios. Fue lanzado el 25 de abril de 2006 para Windows.
El juego fue nominado al premio IGF de 2007.

## Jugabilidad
Aparecen dos personajes, uno que pertenece a cada jugador, llamados clones. Los clones surgen de lo que se conoce como la cabina de poder. Cada cabina de energía tiene un nivel de energía que se agota permanentemente. Para evitar que el nivel de energía de la cabina de energía caiga a cero, los jugadores deben recolectar cubos de energía y luego llevarlos de regreso a su cabina. Cada jugador está equipado con un arma llamada Gibber con el que defenderse y destruir a su enemigo. Cuando un jugador es destruido, pierde una parte de su poder y debe esperar mientras se crea un nuevo clon.
Cuando se crea el nuevo clon, el jugador toma el control del mismo y se reanuda el conflicto directo. Además de los cubos de poder, de vez en cuando aparecerá un ítem potenciador. Al recolectarlo, el jugador obtendrá una de una variedad de mejoras o efectos, como un Gibber adicional, un lanzacohetes o puede congelar a los oponentes o reducirlos a un solo punto de vida. El juego termina cuando todos los jugadores, excepto uno, han visto su nivel de poder reducido a cero. El jugador restante es el ganador.

## Desarrollo
El juego fue desarrollado para la revista PC Zone como parte de una serie de 10 partes sobre cómo aprender a codificar un juego independiente. El desarrollador Dan Marshall había trabajado anteriormente en la industria de la televisión. Siempre había pensado que desarrollar un juego era fácil, pero tuvo un «duro despertar». El juego fue lanzado como software gratuito en 2011.

## Recepción
William Usher de Game Tunnel le dio al juego una recomendación de «compra», calificando la acción de «ritmo rápido» y diciendo que «ocupará muchas de tus horas de vigilia». Alec Meer de Rock, Paper, Shotgun dijo que el juego "tiene un modo para dos jugadores particularmente bueno".